# Costa Rica i olympiska sommarspelen 2012
Costa Rica deltog i de olympiska sommarspelen 2012 som ägde rum i London i Storbritannien mellan den 27 juli och den 12 augusti 2012. Ingen av landets deltagare erövrade någon medalj.

## Cykling

### Landsväg
Herrar
| Cyklist       | Gren                | Tid     | Placering |
| ------------- | ------------------- | ------- | --------- |
| Andrey Amador | Herrarnas linjelopp | 5:46:37 | 35        |

### Mountainbike
| Cyklist       | Gren                  | Tid     | Placering |
| ------------- | --------------------- | ------- | --------- |
| Paolo Montoya | Herrarnas terränglopp | 1:41:19 | 36        |

## Friidrott
Förkortningar
- Notera – Placeringar gäller endast den tävlandes eget heat
- Q = Kvalificerade sig till nästa omgång via placering
- q = Kvalificerade sig på tid eller, i fältgrenarna, på placering utan att ha nått kvalgränsen
- NR = Nationellt rekord
- N/A = Omgången inte möjlig i grenen
- Bye = Idrottaren behövde inte delta i omgången

Herrar
Bana och väg
| Idrottare    | Gren    | Heat     | Heat      | Semifinal        | Semifinal        | Final            | Final            |
| Idrottare    | Gren    | Resultat | Placering | Resultat         | Placering        | Resultat         | Placering        |
| ------------ | ------- | -------- | --------- | ---------------- | ---------------- | ---------------- | ---------------- |
| Nery Brenes  | 400 m   | 45.65    | 4         | Gick inte vidare | Gick inte vidare | Gick inte vidare | Gick inte vidare |
| César Lizano | Maraton | i.u.     | i.u.      | i.u.             | i.u.             | 2:24:16          | 65               |

Damer
Bana och väg
| Idrottare      | Gren       | Heat     | Heat      | Semifinal        | Semifinal        | Final            | Final            |
| Idrottare      | Gren       | Resultat | Placering | Resultat         | Placering        | Resultat         | Placering        |
| -------------- | ---------- | -------- | --------- | ---------------- | ---------------- | ---------------- | ---------------- |
| Sharolyn Scott | 400 m häck | 57.03    | 6         | Gick inte vidare | Gick inte vidare | Gick inte vidare | Gick inte vidare |
| Gabriela Traña | Maraton    | i.u.     | i.u.      | i.u.             | i.u.             | 2:43:17          | 91               |

## Judo
Herrar
| Idrottare     | Gren              | 32-delsfinal         | Sextondelsfinal         | Åttondelsfinal       | Kvartsfinal          | Semifinal            | Återkval             | Bronsmatch           | Final                | Final            |
| Idrottare     | Gren              | Motståndare Resultat | Motståndare Resultat    | Motståndare Resultat | Motståndare Resultat | Motståndare Resultat | Motståndare Resultat | Motståndare Resultat | Motståndare Resultat | Placering        |
| ------------- | ----------------- | -------------------- | ----------------------- | -------------------- | -------------------- | -------------------- | -------------------- | -------------------- | -------------------- | ---------------- |
| Osman Murillo | Lättvikt (-73 kg) | BYE                  | Hafiz (EGY) L 0003–0020 | Gick inte vidare     | Gick inte vidare     | Gick inte vidare     | Gick inte vidare     | Gick inte vidare     | Gick inte vidare     | Gick inte vidare |

## Taekwondo
| Idrottare     | Gren             | Åttondelsfinaler      | Kvartsfinaler        | Semifinaer           | Återkval             | Bronsmatch           | Final                | Final            |
| Idrottare     | Gren             | Motståndare Resultat  | Motståndare Resultat | Motståndare Resultat | Motståndare Resultat | Motståndare Resultat | Motståndare Resultat | Placering        |
| ------------- | ---------------- | --------------------- | -------------------- | -------------------- | -------------------- | -------------------- | -------------------- | ---------------- |
| Heiner Oviedo | Herrarnas −58 kg | Denisenko (RUS) L 2–5 | Gick inte vidare     | Gick inte vidare     | Gick inte vidare     | Gick inte vidare     | Gick inte vidare     | Gick inte vidare |

## Triathlon
| Triathlet       | Gren                | Simning (1,5 km) | Trans 1 | Cykling (40 km) | Trans 2 | Löpning (10 km) | Total tid | Placering |
| --------------- | ------------------- | ---------------- | ------- | --------------- | ------- | --------------- | --------- | --------- |
| Leonardo Chacón | Herrarnas triathlon | 17:24            | 0:42    | 1:00:19         | 0:32    | 33:42           | 1:52:39   | 48        |